# Сухие горы
Сухие горы — горный хребет на Южном Урале, в Катав-Ивановском районе Челябинской области и в Башкортостане. Длина 45 км., протяженность с юго-запада на северо-восток. Ширина хребта достигает 10 километров.
С восточной стороны вершины Россыпная, Ермилова, сопка 970 м, Круглая Шишка, Сухая Шишка (высотой 902 м), Малая Кареда. На западе хребта пологие вершины: Поперечная, Маяк, Шутоломная, Подножная, Парник. Горы-тысячники: 1164 (одна из двух вершин называется Каменный Форфос) (1136 метров), Сухая (1090), 1138, Весёлая (1153), Глинка (1065), Россыпная (1062), 1069, Саля (1016).
Сухие горы вопреки своему названию довольно заболоченный хребет. На его вершине множество верховых болот.
Главной достопримечательностью хребта является гора Каменный Форфос. Гора представляет собой каменные бастионы-развалины. При этом цвет кварцитовых песчаников, слагающих гору, варьируется от розового до бордового.
Сухие горы — граница Южноуральского Заповедника.